# Chiromanție

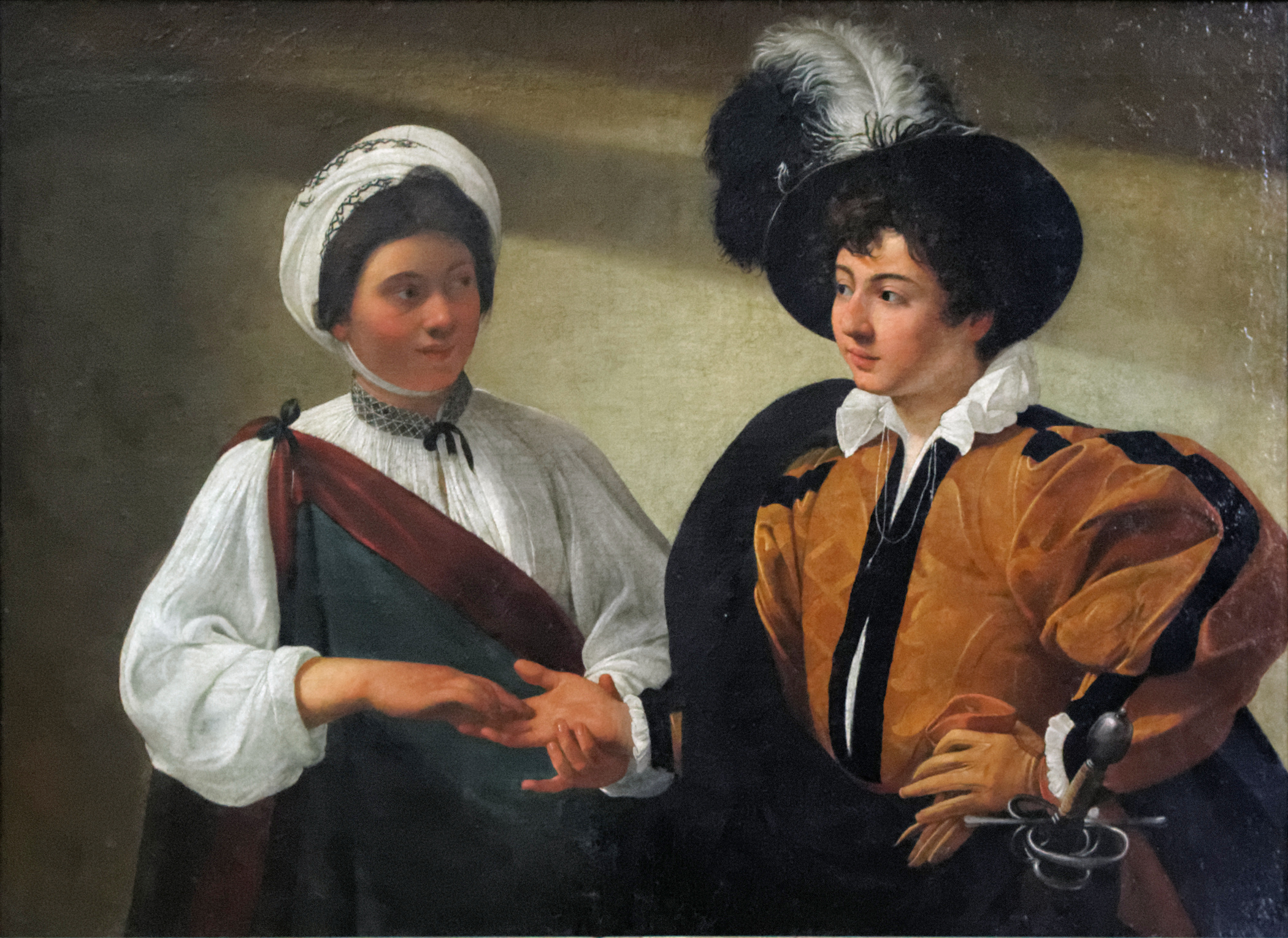
Ghicitoarea, de Caravaggio (1594-1595; pânză; Luvru), prezentând o cititoare în pamă

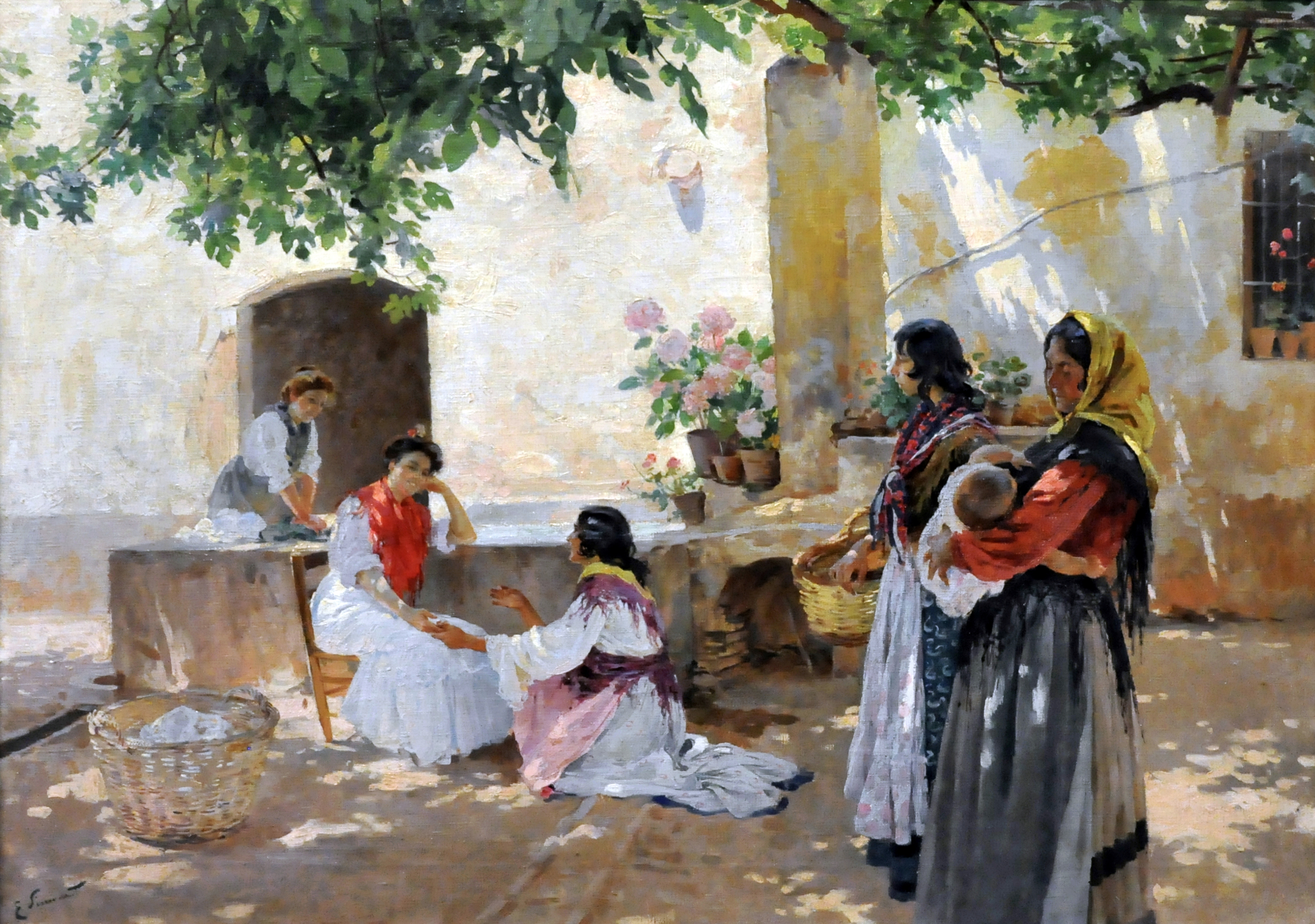
Ghicitoarea de Enrique Simonet (1899)

Cititul în palmă sau chiromanția (din greacă heir (χεῖρ, ός; „mână”) și manteia (μαντεία, ας; „divinație”) este un procedeu de prezicere a viitorului pe baza interpretării liniilor din palmă. Această îndeletnicire este întâlnită peste tot în lume, cu numeroase variații culturale. Cei care practică chiromanția sunt, în general, numiți chiromanți, cititori în palmă sau ghicitori în palmă.
Exista interpretări numeroase - și adesea contradictorii - ale diferitelor linii și caracteristici palmare în diferitele școli de chiromanție. Aceste contradicții între interpretări, precum și lipsa de suport empiric pentru previziunile bazate pe chiromanție, contribuie la considerarea chiromanției ca o pseudoștiință.

## Istoric

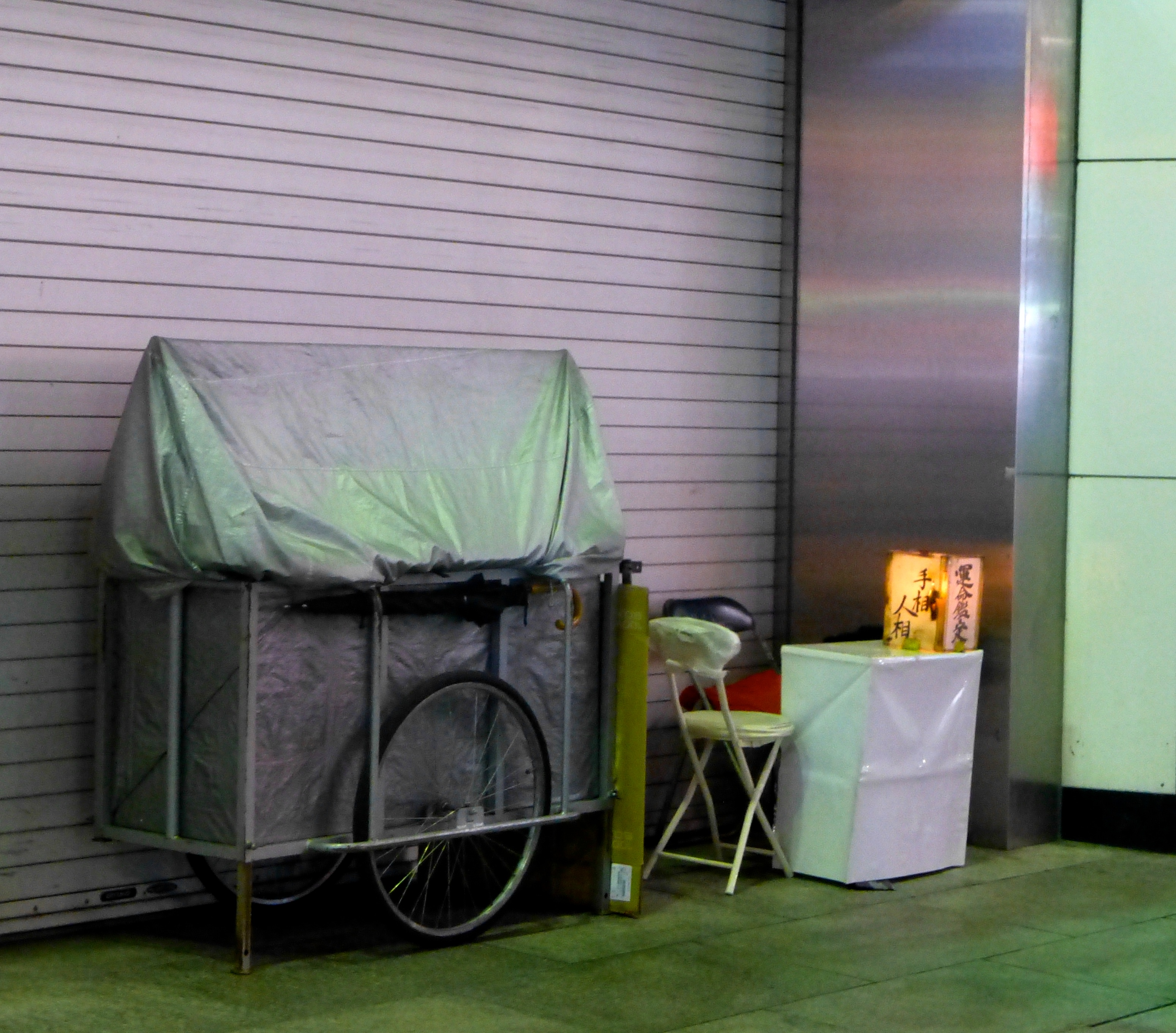
Un cort de ghicit în palmă în Japonia

### Chiromanția antică
Chiromanția este o practică comună în multe locuri diferite din Eurasia continentală; a fost practicată în antichitate în India, Nepal, Tibet, China, Persia, Sumer, Palestina antică și Babilon.
Acupuncturistul Yoshiaki Omura descrie rădăcinile chiromanției în astrologia hindusă (cunoscută în sanscrită ca jyotish), în cartea chinezească Yijing (I Ching) și în practica ghicitoarelor de etnie romă. Cu mai multe mii de ani în urmă, înțeleptul hindus Valmiki ar fi scris o carte care cuprinde 567 strofe, cu un titlul care ar putea fi tradus drept Învățăturile lui Valmiki Maharshi referitoare la citirea în palmă. Practicarea chiromanției s-a răspândit din India în China, Tibet, Egipt, Persia și în alte țări din Europa. A ajuns până în Grecia, unde a fost practicată de Anaxagoras. Aristotel (384-322 î.Hr.) a descoperit un tratat cu privire la chiromanție pe un altar al lui Hermes, pe care l-a prezentat apoi lui Alexandru cel Mare (356-323 î.Hr.), care a dovedit un mare interes pentru examinarea caracterului ofițerilor săi prin examinarea liniilor de pe palmele lor.
În timpul Evului Mediu practicarea cititului în palmă a fost interzis de Biserica Catolică, fiind considerată o superstiție păgână. În perioada Renașterii cititul în palmă (cunoscut sub numele de „chiromanție”) a fost clasificat drept una dintre cele șapte „arte interzise”, alături de necromanție, geomanție, aeromanție, piromanție, hidromanție și scapulomanție.

### Chiromanția modernă
Chiromanția a experimentat o renaștere în epoca modernă, începând cu publicarea în 1839 a lucrării La Chirognomie scrise de căpitanul Casimir Stanislas D'Arpentigny.
Societatea Britanică de Chiromanție a fost fondată în Londra de către Katharine St. Hill în 1889, cu scopul declarat de a dezvolta și de a sistematiza practicarea chiromanției și pentru a preveni apariția șarlatanilor care să-i înșele pe oameni. Edgar de Valcourt-Vermont (conte de St Germain) a fondat Societatea Americană de Chiromanție în 1897.
O figură cheie a chiromanției moderne a fost irlandezul William John Warner, cunoscut sub porecla Cheiro. După ce a studiat cu mai mulți guru din India, el a pus bazele practicării chiromanției la Londra și a avut un număr mare de clienți celebri din întreaga lume, printre care Mark Twain, W. T. Stead, Sarah Bernhardt, Mata Hari, Oscar Wilde, Grover Cleveland, Thomas Edison, Prințul de Wales, generalul Kitchener, William Ewart Gladstone și Joseph Chamberlain. Atât de popular a fost Cheiro ca ghicitor în palmă că și cei care nu credeau în ocultism l-au lăsat să-i citească în palmă. Scepticul Mark Twain a scris în cartea vizitatorilor lui Cheiro că „...mi-a expus caracterul cu o precizie umilitoare”.
Edward Heron-Allen, un polimat englez, a publicat diverse lucrări despre chiromanție, inclusiv cartea Palmistry – A Manual of Cheirosophy (1883), care încă se mai tipărește. Au existat încercări de a crea o bază științifică pentru chiromanție, în special în publicația „The Laws of Scientific Hand Reading” (1900) de William G. Benham.

## Legături externe
- Palmistry - Skeptic's Dictionary.